# 14598 Larrysmith
14598 Larrysmith eller 1998 SU60 är en asteroid i huvudbältet som upptäcktes den 17 september 1998 av LONEOS vid Anderson Mesa Station. Den är uppkallad efter Larry W. Smith.
Asteroiden har en diameter på ungefär 2 kilometer